# Roman Borvanov
 Roman Borvanov  nacido el 31 de marzo de 1982 es un tenista profesional de Moldavia.

## Carrera
Empezó a jugar tenis a los seis años, con su hermano. Habla Ruso e Inglés. Los padres Serghei y Claudia son jubilados. Asistió a la Universidad de Portland, donde se graduó con una licenciatura en finanzas. Su torneo favorito es el Masters de Indian Wells y su ídolo en la niñez fue Ivan Lendl.
Su ranking individual más alto logrado en el ranking mundial ATP, fue el n.º 200 el 24 de octubre de 2011. Mientras que en dobles alcanzó el puesto n.º 187 el 18 de noviembre de 2013.
Hasta el momento ha obtenido 3 títulos de la categoría ATP Challenger Series, todos ellos en modalidad de dobles.

### Copa Davis
Desde el año 2006 es participante del Equipo de Copa Davis de Moldavia. Tiene en esta competición un récord total de partidos ganados/perdidos de 14/8 (7/3 en individuales y 7/5 en dobles).

## Títulos; 3 (0 + 3)
| Leyenda                     | Individuales | Dobles |
| --------------------------- | ------------ | ------ |
| Grand Slam                  | 0            | 0      |
| ATP World Tour Finals       | 0            | 0      |
| ATP World Tour Masters 1000 | 0            | 0      |
| ATP World Tour 500 Series   | 0            | 0      |
| ATP World Tour 250 Series   | 0            | 0      |
| ATP Challenger Series       | 0            | 3      |

### Dobles
| N.º | Fecha      | Torneo                    | Superficie    | Compañero    | Oponentes en la final              | Resultado   |
| --- | ---------- | ------------------------- | ------------- | ------------ | ---------------------------------- | ----------- |
| 1.  | 22.09.2008 | Challenger de Lubbock     | Dura          | Artem Sitak  | Alex Bogomolov Dusan Vemic         | 6–2, 6–3    |
| 2.  | 28.07.2013 | Challenger de Medellín    | Tierra batida | Emilio Gómez | Nicolás Barrientos Eduardo Struvay | 6–3, 7–6(4) |
| 3.  | 06.10.2013 | Challenger de San Pablo-4 | Tierra batida | Artem Sitak  | Sergio Galdós Guido Pella          | 6-4, 7-63   |